# Anopterus glandulosus
Anopterus glandulosus Labill., 1805 è un arbusto appartenente alla famiglia Escalloniaceae, endemico della Tasmania.

## Descrizione

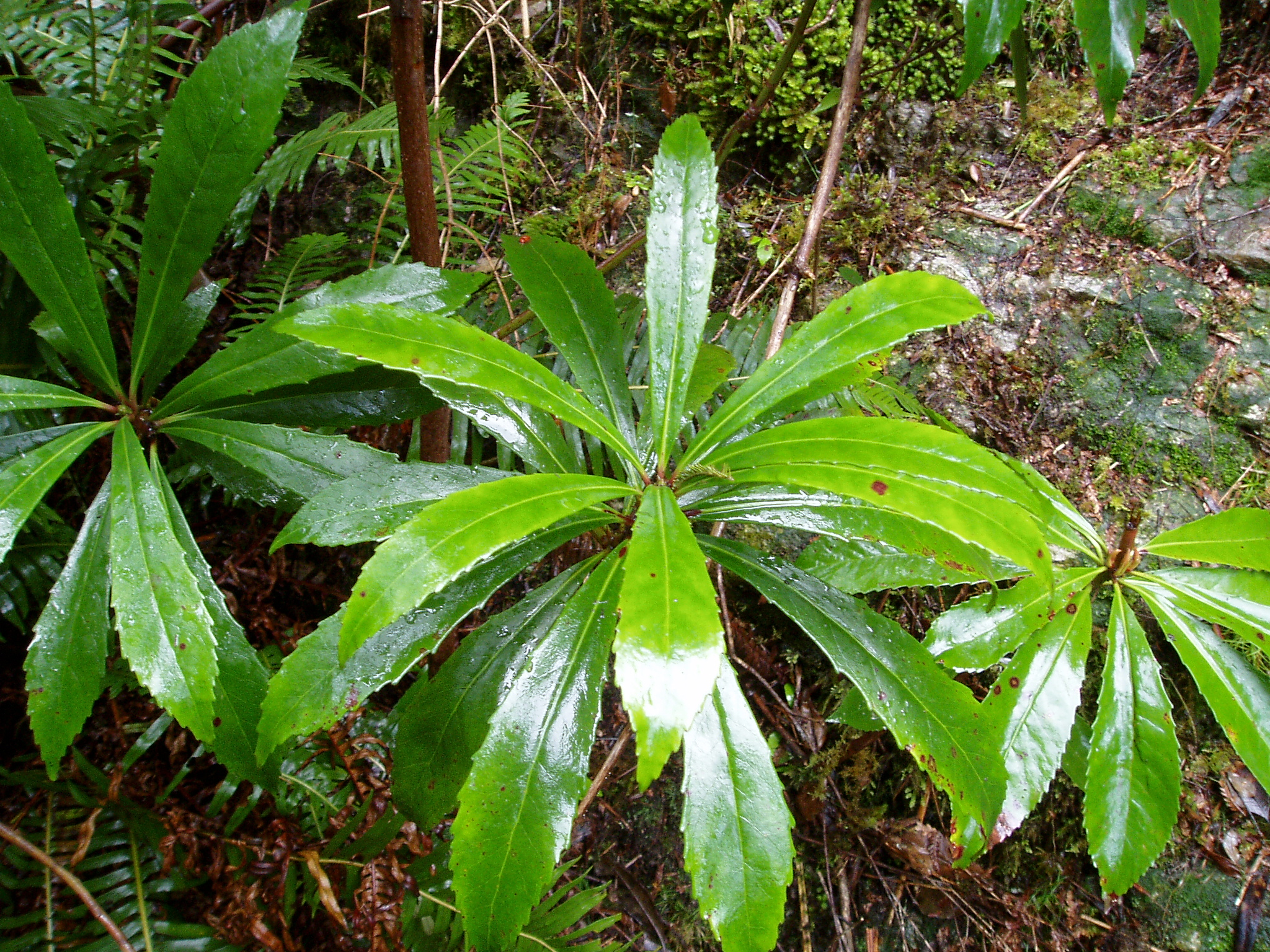
Foglie di A. glandulosus

Anopterus glandulosus cresce solitamente come un piccolo arbusto del sottobosco che varia dai 2 ai 4 m di altezza e da 2 a 3 m di larghezza; tuttavia, può essere coltivato come un piccolo albero a chioma, crescendo fino a 10 m. In condizioni di sottobosco ombreggiato il suo portamento è spesso sparso con rami che formano strati che danno origine a una crescita cedua. Le foglie sono grandi (7-17 cm × 2-4 cm), spesse, di colore verde scuro con superficie glabra e aspetto lucido. I margini delle foglie sono seghettati con punte smussate e una ghiandola nera all'apice di ogni dentellatura. La forma delle foglie varia da ellittica lanceolata a oblanceolata con un apice acuto e una base fogliare che si restringe in un picciolo corto.
La fioritura avviene nella tarda primavera e spesso di nuovo in autunno. Le infiorescenze, sono portate in racemi terminali, che sono più o meno della stessa lunghezza delle foglie. I fiori sono a forma di campana, misurano circa 2 cm di diametro, e si presentano su pedicelli sottili che sono spesso ricurvi. I fiori sono composti da sei petali ovati che si sovrappongono e sono di colore bianco o rosato.

## Distribuzione e habitat
A. glandulosus è una specie endemica della Tasmania dove cresce nei boschi in zone non completamente ombreggiate, suoli umidi e acidi. Si trova nelle foreste pluviali e nelle foreste pluviali umide di sclerofille, nel sud e nell'ovest della Tasmania ad altitudini inferiori ai 1200 m. Preferisce condizioni fresche e umide in condizioni parzialmente ombreggiate con terreni ben drenati, da limosi a sabbiosi e terreni altamente organici. Sui tronchi caduti in decomposizione germogliano e crescono più piantine di questa specie che sul terreno. Si presenta più comunemente come arbusto del sottobosco, spesso sotto una chioma di Nothofagus cunninghamii. Questa specie è altamente adattabile e tollera condizioni difficili, tra cui gelo e neve. Grazie al suo habitat di foresta pluviale, è anche adattato alla rigenerazione continua e si rigenera bene dopo la perturbazione, spesso subendo una rapida ricrescita per formare boschetti in risposta a danni meccanici. I fiori attraenti e fortemente profumati producono grandi quantità di nettare, attirando insetti e uccelli.